# Шаясте, Файсал
Файса́л Шаясте́ (10 июня 1991 года; Кабул, Демократическая Республика Афганистан) — афганский и нидерландский футболист. Играет на позиции полузащитника. С 2014 года выступает за национальную сборную Афганистана и является её капитаном. С 2022 года также выступает за индийский клуб «Шриниди». Старший брат Файсала — Кайс, также является футболистом и игроком сборной Афганистана.

## Биография и карьера
Файсал Шаясте родился 10 июня 1991 года в столице Демократической Республики Афганистан — Кабуле. В детстве Файсал с семьей переехали в Нидерланды. Обучался футболу и играл в молодёжной команде нидерландского «Твенте». Позднее играл за молодёжную команду другого нидерландского клуба — «Херенвен».
В 2012 году начал профессиональную карьеру в составе болгарского «Этыра», за которого сыграв 10 матчей, забил 11 голов. В 2014—2016 годах играл за тайский «Сонгкхла Юнайтед», а с 2016 года является игроком малайзийского «Паханга».
С 2014 года Файсал Шаясте также выступает за сборную Афганистана и в настоящее время является её капитаном. По состоянию на конец ноября 2017 года сыграл за сборную 34 матча, забив 7 голов.